# سوهان (ابزار)
سوهان یکی از ابزارهای دستی است که در درودگری و فلزکاری ، تمیز کاری و صیقل بکار می‌رود.
سوهان یک ابزار براده برداری است.  این ابزار شامل یک تیغه از جنس  فولاد  تندبر با یک یا چند سطح  زبر است. منظور از سطح زبر، سطحی  آجیده است. درمورد سوهان، منظور، سطحی با شیارهای منظم و متراکم و معمولاً متوازی و یا متقاطع با لبه های تیز برنده است. 
انواع سوهان، بر اساس شکل مقطع و درجه زبری ، طبقه بندی میشوند. 
درجه زبری معمولاً بر اساس تعداد شیار و یا دندانه در هر اینچ مربع ، طبق نظام TPI (انگلیسی به معنی دندانه  در هر اینچ مربع) تعیین میشود. در عمل یک سوهان از نظر زبری میتواند ، خشن، متوسط ، نرم و یا بسیار نرم باشد. از نظر شکل مقطع میتواند، مستطیل(تخت) ،مربع ،مثلث،گِرد و یا نیمه گرد باشد. 
تیغه سوهان دارای یک زبانه بعنوان دستگیره است که در یک حافظ چوبی یا پلاستیک فرو میکنند تا از دست حفاظت شود.

از سوهان برای ساییدن و صاف کردن سطوح از جمله چوب و فلز و همچنین در صنایع دستی مانند منبت‌کاری و معرق‌کاری استفاده می‌شود.
به کار با سوهان، سوهان‌کاری گفته می‌شود. به بکاربرنده این ابزار، سوهان‌کار یا سوهانگر، به عمل یک سوهان‌کار، سوهان زدن و به قابلیت سایش‌پذیری یک سطح توسط سوهان، سوهان‌خواری می‌گویند.

## گونه‌ها

انواع شکل مقطع

- سوهان دوسرصاف
- سوهان دوسرکج
- سوهان سه‌پهلوی سه‌گوش
- سوهان سه‌پهلوی صاف
- سوهان نیم‌گرد
- سوهان دم‌کاردی
- سوهان دم‌موشی
- سوهان گرد
- سوهان چوب‌ساب (rasp)
- سوهان ناخن

- سوهان درشت
- سوهان چهارگوش
- سوهان نرم